# 이프: 상상의 친구
《이프: 상상의 친구》(영어: IF)는 2024년 개봉한 미국의 판타지 코미디 영화이다. 존 크러진스키가 감독과 각본을 맡았다.
이 영화는 2019년에 제작이 시작되었고, 크라신스키가 각본과 연출을 맡고 레이놀즈가 주연을 맡았다. 나머지 출연진은 2021년 10월에서 2022년 1월 사이에 합류했고, 그해 8월부터 2023년 5월까지 뉴욕시에서 촬영이 진행되었다. 이프는 2024년 5월 17일 미국에서 파라마운트 픽처스에서 극장 개봉했다. 이 영화는 비평가들로부터 엇갈린 평가를 받았고, 1억 1,000만 달러의 제작비에 비해 1억 9,030만 달러 이상의 수익을 올렸다.

## 줄거리
12살 소녀 비는 아버지가 심장 수술을 받는 동안 할머니 댁에서 지내게 된다. 엄마를 잃은 슬픔을 간직한 비는 어느 날 밤, 이상한 생명체를 목격하고, 그 뒤를 따라 할머니 건물 안으로 들어가게 된다. 다음 날, 비는 그 생명체와 함께 다니는 남자를 만나고, 그들을 따라간 집에서 '블루'라는 이름의 거대한 털복숭이 보라색 생명체를 보게 된다. 또한 나비 모양의 생명체 '블로섬'을 만난 후 정신을 잃는다.
정신을 차린 비는 그 남자 칼의 아파트에서 그가 상상 속 친구들, 즉 이프들과 함께 아이들이 성장하면서 잊혀진 이프들을 새로운 아이들과 연결시켜 주거나, 그들의 원래 아이들과 재회하도록 돕는 일을 하고 있다는 것을 알게 된다. 처음에는 망설였지만, 결국 비는 칼을 돕기로 결심한다.
다음 날, 칼은 비를 코니아일랜드의 놀이기구 아래에 숨겨진 이프들의 은퇴 시설인 '추억의 길' 요양원으로 데려간다. 그곳에서 시설 책임자인 늙은 곰 인형 루이스는 비에게 그녀의 상상력을 발휘하여 시설을 재설계하도록 격려하지만, 칼은 탐탁치 않아한다. 비는 병원의 어린 환자인 벤자민과 이프들을 연결시키려 하지만, 벤자민은 그들을 볼 수 없었다. 루이스는 이프들에게 새로운 아이들이 필요한 것이 아니라, 그들의 원래 아이들과 재회하는 것이 필요할지도 모른다고 말한다.
할머니와 이야기를 나누던 비는 어렸을 적 춤추는 사진 속에서 블로섬이 할머니의 이프였다는 사실을 깨닫고 루이스의 생각을 시험해 보기로 한다. 할머니의 레코드를 틀자 할머니는 춤을 추고 블로섬을 기억해 내고, 비는 희망을 갖게 된다.
비, 칼, 블루는 단서를 따라 블루의 원래 아이 제레미를 찾아간다. 어른이 된 제레미는 사업 발표를 앞두고 있었고, 비의 도움으로 블루를 기억해 낸 제레미는 자신감을 얻는다. 어느 날 밤, 아버지의 치료에 문제가 생겼다는 할머니의 소식을 들은 비는 칼에게 작별 인사를 하고 싶지 않다고 말하자, 칼은 아버지에게 이야기를 들려주라고 제안한다.
병원에서 비는 아버지에게 자신이 어른인 척하려 했지만, 아직은 아버지가 필요한 어린아이일 뿐이라는 이야기를 들려준다. 아버지는 깨어나고 둘은 포옹한다. 병원 밖으로 나간 비는 이프들이 모두 사라졌다는 것을 알게 된다.
할머니 건물로 돌아간 비는 칼에게 감사 인사를 하려 하지만, 칼의 아파트 문은 낡은 창고로 연결되어 있다. 아버지가 병원에서 퇴원하고 집으로 돌아갈 준비를 하던 중, 비는 자신이 그린 그림에서 칼이 자신의 이프였음을 깨닫는다. 비는 칼의 방으로 달려가 그에게 감사를 표하며 언제나 그가 필요할 것이라고 말하고, 칼과 이프들을 다시 보게 된다.
시간이 흘러 칼은 계속해서 이프들이 원래 아이들과 재회하도록 돕고, 벤자민도 안경을 쓴 만화 스타일의 용 이프를 만나게 된다.

## 캐스팅

### 실사 출연진
- 라이언 레이놀즈 / 위훈 : 칼 역
- 케일리 플레밍 / 설가은 : 비 역
- 존 크러진스키 : 비의 아버지 / 마시멜로 (목소리) 역
- 피오나 쇼 / 최수민 : 할머니 역
- 보비 모이니핸 : 제레미 역
- 앨런 김 / 최호근 : 벤자민 역

### 목소리
- 스티브 커렐 / 장광 : 블루 역
- 피비 월러브리지 / 김보민 : 블라섬 역
- 맷 데이먼 / 오인성 : 써니 역
- 에밀리 블런트 / 정유정 : 유니콘 역
- 마야 루돌프 : 앨리 역
- 루이스 고셋 주니어 : 루이스 역
- 빈스 본
- 샘 록웰 / 백승철 : 수호견 역
- 서배스천 매니스캘코 : 마술사 마우스 역
- 크리스토퍼 멜로니 / 송준석 : 코스모 역
- 키건마이클 키 / 변영희 : 슬라임 역
- 아콰피나 : 버블 역
- 존 스튜어트 (희극인) : 로봇 역
- 리처드 젱킨스 / 홍진욱 : 미술 선생님
- 블레이크 라이블리 : 옥토캣 역
- 에이미 슈머 - 구미 베어 역
- 브래들리 쿠퍼 / 홍범기 - 아이스 역
- 조지 클루니 - 스페이스맨 역
- 매슈 리스 / 홍범기 - 고스트 역